# Keras
Keras ist eine Open Source Deep-Learning-Bibliothek, geschrieben in Python. Sie wurde von François Chollet initiiert und erstmals am 28. März 2015 veröffentlicht. Keras bietet eine einheitliche Schnittstelle für verschiedene Backends, darunter PyTorch, TensorFlow, Google JAX, Microsoft Cognitive Toolkit (vormals CNTK) und Theano. Das Ziel von Keras ist es, die Anwendung dieser Bibliotheken so einsteiger- und nutzerfreundlich wie möglich zu machen.
Seit dem Release von TensorFlow 1.4 ist Keras Teil der Tensorflow Core API, jedoch wird Keras als eigenständige Bibliothek weitergeführt, da es laut François Chollet nicht als Schnittstelle für Tensorflow, sondern als Schnittstelle für viele Bibliotheken gedacht ist. Mit dem Release von Keras 2.4 wurde die Multi-Backend-Unterstützung eingestellt. Seitdem verweist Keras direkt auf die Implementierung von Tensorflow 2.

## Beispiel
Das folgende Beispiel soll die grundlegende Funktionsweise darstellen. Darin wird einem neuronalen Netzwerk mithilfe von Keras die Funktion eines Exklusiv-Oder-Gatters beigebracht:
```
# Über TensorFlow laden

#

# from tensorflow.keras.layers import Dense

# from tensorflow.keras.models import Sequential

#

# oder

#

# Aus Keras direkt laden

from
 
keras.layers
 
import
 
Dense

from
 
keras.models
 
import
 
Sequential

# Numpy laden und festlegen des Zufalls-Startwertes

import
 
numpy
 
as
 
np

np
.
random
.
seed
(
1337
)

# Matplotlib zur grafischen Darstellung laden

import
 
matplotlib.pyplot
 
as
 
plt

# Daten in Arrays speichern

eingangswerte
 
=
 
np
.
array
([[
0
,
 
0
],
 
[
0
,
 
1
],
 
[
1
,
 
0
],
 
[
1
,
 
1
]])

ausgangswerte
 
=
 
np
.
array
([[
0
],
 
[
1
],
 
[
1
],
 
[
0
]])

# Erstellt das Model mit 2 Eingangsnodes, 2 Mittelnodes und einer Ausgangsnode

num_inner
 
=
 
2

model
 
=
 
Sequential
()

model
.
add
(
Dense
(
num_inner
,
 
input_dim
=
2
,
 
activation
=
'sigmoid'
))

model
.
add
(
Dense
(
1
))

# Kompiliert das Model, damit es spaeter verwendet werden kann

model
.
compile
(
loss
=
'mean_squared_error'
,

              
optimizer
=
'adam'
,

              
metrics
=
[
'accuracy'
])

# Trainiert das Model mit den Eingangs-

# und den entsprechenden Ausgangswerten fuer 10000 Epochen

model
.
fit
(
x
=
eingangswerte
,
 
y
=
ausgangswerte
,
 
epochs
=
10000
,
 
verbose
=
0
)

# Testet die Eingangsdaten und schreibt die Ergebnisse in die Konsole

print
(
model
.
predict
(
eingangswerte
))

```

Als Ausgabe erhält man folgendes:
```
[[
  
8.34465027e-07
]
  
# Eingang 0 und 0, zu erwartender Ausgang 0

 
[
  
9.99996364e-01
]
  
# Eingang 0 und 1, zu erwartender Ausgang 1

 
[
  
9.99996185e-01
]
  
# Eingang 1 und 0, zu erwartender Ausgang 1

 
[
  
5.48362732e-06
]]
 
# Eingang 1 und 1, zu erwartender Ausgang 0

```

Das Modell ist mit zwei Eingangsknoten, zwei Mittelknoten und einem Ausgangsknoten sehr einfach. Es braucht jedoch 10000 Epochen, um zu
guten Ergebnissen zu kommen. Eine andere Aktivierungsfunktion, hier tanh, kann die Anzahl der Epochen auf 1000 reduzieren:
```
# Erstellt das Model mit 2 Eingangsnodes, 32 Mittelnodes und einer Ausgangsnode

model
 
=
 
Sequential
()

model
.
add
(
Dense
(
32
,
 
input_dim
=
2
,
 
activation
=
'tanh'
))

model
.
add
(
Dense
(
1
,
 
activation
=
'tanh'
))

```

Als Ausgabe erhält man folgendes:
```
Using
 
Theano
 
backend
.

[[
0.00473237
]

 
[
0.944603
  
]

 
[
0.9461131
 
]

 
[
0.00609871
]]

```

Die Modellanalyse kann direkt mit numpy und matplotlib erfolgen. In diesem Fall werden dem Modell gerasterte Eingabedaten übergeben
und die Ausgabe grafisch zweidimensional in einem Contourplot dargestellt. Ebenso werden die Grenzen der Klassifizierung als Linien
und die diskreten Eingabewerte als Punkte dargestellt:
```
# Bereitet die grafische Ausgabe mittels contourf vor

# und rastert die Eingabewerte fuer das Modell

x
 
=
 
np
.
linspace
(
-
0.25
,
 
1.25
,
 
100
)

(
X1_raster
,
 
X2_raster
)
 
=
 
np
.
meshgrid
(
x
,
 
x
)

X1_vektor
 
=
 
X1_raster
.
flatten
()

X2_vektor
 
=
 
X2_raster
.
flatten
()

# Nutzt die gerasterten Eingabewerte und erzeugt Ausgabewerte

eingangswerte_grafik
 
=
 
np
.
vstack
((
X1_vektor
,
 
X2_vektor
))
.
T

ausgangswerte_grafik
 
=
 
model
.
predict
(
eingangswerte_grafik
)
.
reshape
(
X1_raster
.
shape
)

# Fragt die Gewichte der Verbindungen und die Bias-Daten ab

(
gewichte
,
 
bias
)
 
=
 
model
.
layers
[
0
]
.
get_weights
()

# Contourplot der gerasterten Ausgangswerte in leicht vergroessertem

# Bereich und Legende

plt
.
contourf
(
X1_raster
,
 
X2_raster
,
 
ausgangswerte_grafik
,
 
100
)

plt
.
xlim
(
-
0.25
,
 
1.25
)

plt
.
ylim
(
-
0.25
,
 
1.25
)

plt
.
xlabel
(
"Eingabewert $x_1$"
)

plt
.
ylabel
(
"Eingabewert $x_2$"
)

plt
.
colorbar
()

# Eintragen der Eingangsdaten in die Grafik

plt
.
scatter
(
np
.
array
([
0
,
 
0
,
 
1
,
 
1
]),
 
np
.
array
([
0
,
 
1
,
 
0
,
 
1
]),
 
color
=
"red"
)

# Plot der Klassifizierungs-"Begrenzungslinien" der Aktivierungsfunktionen

for
 
i
 
in
 
range
(
num_inner
):

    
plt
.
plot
(
x
,

             
-
gewichte
[
0
,
 
i
]
/
gewichte
[
1
,
 
i
]
*
x

             
-
 
bias
[
i
]
/
gewichte
[
1
,
 
i
],
 
color
=
"black"
)

plt
.
show
()

```

Die Darstellungen für beide Varianten des Modells sehen wie folgt aus (links erste Variante, 10000 Epochen; rechts zweite Variante, 1000 Epochen):